# Chuck Norris
Chuck Norris   (Ryan, 10 de març de 1940) és un practicant de karate, campió de kickboxing i actor estatunidenc, fundador d'una associació de karate.
Els seus inicis a les arts marcials van ser a Corea on va ser destinat com a marine als anys 50. Va practicar tangsudo i algunes tècniques de cops de peu de taekwondo i hapkido.
Quan va tornar als Estats Units va practicar uns altres estils, i de més gran va fer machado jiu jitsu, sistema de lluita brasiler basat en combats reals i que fa servir tècniques de terra.
De les seves pel·lícules hi ha la protagonitzada amb Bruce Lee, Fist of Fury o El Furor del Drac, on al final fa un gran combat amb Bruce Lee al Coliseu de Roma, on és derrotat. Aquest film va donar a Norris notorietat al món del cinema. Després, va actuar a unes quantes pel·lícules d'acció, notòriament de l'orientació cristiana Metodista (Com si fos un "Mel Gibson" metodista, la majoria relacionades amb les seves habilitats marcials. També són destacables els errors cinematogràfics comesos a la pel·lícula "Nereus", on Chuck Norris assaltava la casa de Thomas Alva Edison i li robava la màquina del temps. Ha estat protagonista de la sèrie de televisió Walker Texas Ranger, on la seva orientació religiosa metodista també és notòria.

## Llegenda humorística
Els últims anys han proliferat per internet una sèrie d'acudits sobre Chuck Norris, presentant-lo com l'home fort que acostuma a interpretar a les seves pel·lícules i sèries televisives. A determinats contextos hi ha una subcultura dels denominats The Chuck Norris Facts (els actes o heroïcitats de Chuck Norris). A més, a Youtube s'han penjat una sèrie de vídeos molt vistos coneguts com a "Chuck Norris in oblivion" (Chuck Norris a l'infern) i que s'han fet mitjançant programes informàtics.

## Filmografia
- The Green Berets  (1968)
- Brigada de demolició (The Wrecking Crew) (1969)
- Way of the Dragon (1972)
- The Student Teachers (1973)
- Slaughter in San Francisco (1974)
- The Warrior Within (1976) (documental)
- Bruce Lee, the Legend (1977) (documental)
- Breaker ! Breaker ! (1977)
- Els bons van de negre (Good Guys Wear Black) (1978)
- A Force of One (1979)
- The Octagon (1980)
- Ull per ull (An Eye for an Eye) (1981)
- Fúria silenciosa (Silent Rage) (1982)
- Forced Vengeance (1982)
- McQuade, el llop solitari (Lone Wolf McQuade) (1983)
- Missing in Action (1984)
- Missing in Action 2: The Beginning (1985)
- Codi de silenci (1985)
- Invasion U.S.A. (1985)
- Força Delta (The Delta Force) (1986)
- Firewalker (1986)
- The Karate Kommandos (1986)
- Braddock: Missing in Action III (1988)
- Hero and the Terror (1988)
- Força Delta 2: La connexió colombiana (Delta Force 2: The Colombian Connection) (1990)
- The Hitman (1991)
- Sidekicks (1992)
- Hellbound (1994)
- Top Dog  (1995)
- El guerrer del bosc (Forest Warrior) (1996)
- Logan's War: Bound by Honor (1998) (TV)
- The President's Man (2000) Joshua
- Justícia infinita (The President's Man 2: A Line in the Sand) (2002) Joshua
- Bells of Innocence (2003)
- Qüestió de pilotes (Dodgeball: A True Underdog Story) (2004)
- The Contender (2005)
- The Cutter (2005)
- Birdie & Bogey (productor; 2009)
- Els Mercenaris 2 (2012)